# Legge Fillon del 2005
La legge Fillon del 2005 (dal nome del Ministro dell'istruzione pubblica François Fillon), nota anche come legge di orientamento e di programma per l'avvenire della scuola, è una norma promulgata il  23 aprile 2005 dal Governo Raffarin III, che riforma il sistema scolastico francese.
La norma identificava un nucleo fondamentale di conoscenze per l'insegnamento, che comprendeva: francese, la matematica, una lingua straniera, la cultura umanistica e scientifica, la comunicazione e l'informazione. 
Il partenariato scuola-commissariato prevedeva la creazione di un poliziotto o gendarme per ogni scuole che avrebbe fatto da tramite tra studenti, docenti e famiglie da una parte e pubblico ministero dall'altra, per informare tempestivamente la pubblica autorità di eventuali notizie di reato.

## Contenuto
I contenuti della legge possono essere schematizzati nel modo seguente:
- una base comune di conoscenze, su cui l'Haut Conseil de l'éducation (Alto Consiglio dell'Educazione) formula raccomandazioni. Queste includono il francese, la matematica, una lingua straniera, la cultura umanistica e scientifica, la comunicazione e l'informazione. Sono escluse le materie artistiche dal nucleo di conoscenze fondamentali;
- abolizione dei travaux personnels encadrés, progetti personalizzarti guidati che combinano varie materie, ricerca e studio libero;
- un contratto personale di successo;
- borse di studio basate sul merito;
- tre ore di sostegno per i professori di scuola:
- l'abolizione del secondo insegnamento di determinazione in seconda, quale mezzo per rafforzare il ruolo di orientamento determinante di questa classe;
- un partenariato scuola-commissariato.

Quest'ultimo era un progetto che era stato deciso in precedenza, ma che entrò nel vivo solo con la legge Fillon, con l'introduzione di un "corrispondente" (poliziotto o gendarme) per ogni scuola, al quale "il direttore della scuola deve segnalare i reati penali [perché ne dia informazione] al pubblico ministero al fine di attuare risposte rapide e adeguate".
La legge Fillon modificò le modalità di sostituzione degli insegnanti nelle scuole secondarie (per malattia, formazione, ecc.). Questa modifica, che non tenne conto dei vincoli di servizio dei docenti, fece sì che essi non venissero sostituiti dai supplenti per assenze fino a due settimane.
Il Consiglio costituzionale censurò due articoli della norma.
- l'articolo 7, che cercava di definire la mission delle scuole, in quanto privo di portata normativa;
- l'articolo 12, che approvava una relazione allegata al disegno di legge, in quanto il Consiglio economico e sociale non era stato preventivamente consultato, anche se questa misura poteva essere inserita solo in una legge-programma[1][2], che, secondo l'articolo 70 della Costituzione nella versione allora in vigore, avrebbe dovuto essere sottoposta al parere del Consiglio economico e sociales[3].

Questa relazione di accompagnamento affermava che era preferibile ridurre il numero di opzioni nell'istruzione secondaria. La relazione "non fa più parte della legge", ma "rimane il riferimento per la sua applicazione tramite regolamento" (frasi tratte dal sito ufficiale).
Dopo la vittoria del no al referendum del 29 maggio 2005 e la sostituzione del ministro, l'applicazione delle disposizioni più contestate della legge fu rinviata. Gran parte del testo fu quindi approvato sotto forma di decreti attuativi.

## Testi precedenti: dibattito pubblico, rapporto Thélot, disegni di legge di Fillon
Il rapporto Thélot, presentato al Primo Ministro il 12 ottobre 2004 e base della legge Fillon, si presentava come la sintesi di un grande dibattito pubblico nazionale sul futuro della scuola. Questa fase di ampia consultazione pubblica era stata richiesta da Luc Ferry, predecessore di François Fillon.

## Reazioni
La proposta di legge diede vita a un movimento studentesco in tutta la Francia, durato diversi mesi.